# Oskar Peschel
Oscar Ferdinand Peschel (Dresda, 17 marzo 1826 – Lipsia, 31 agosto 1875) è stato un geografo tedesco.

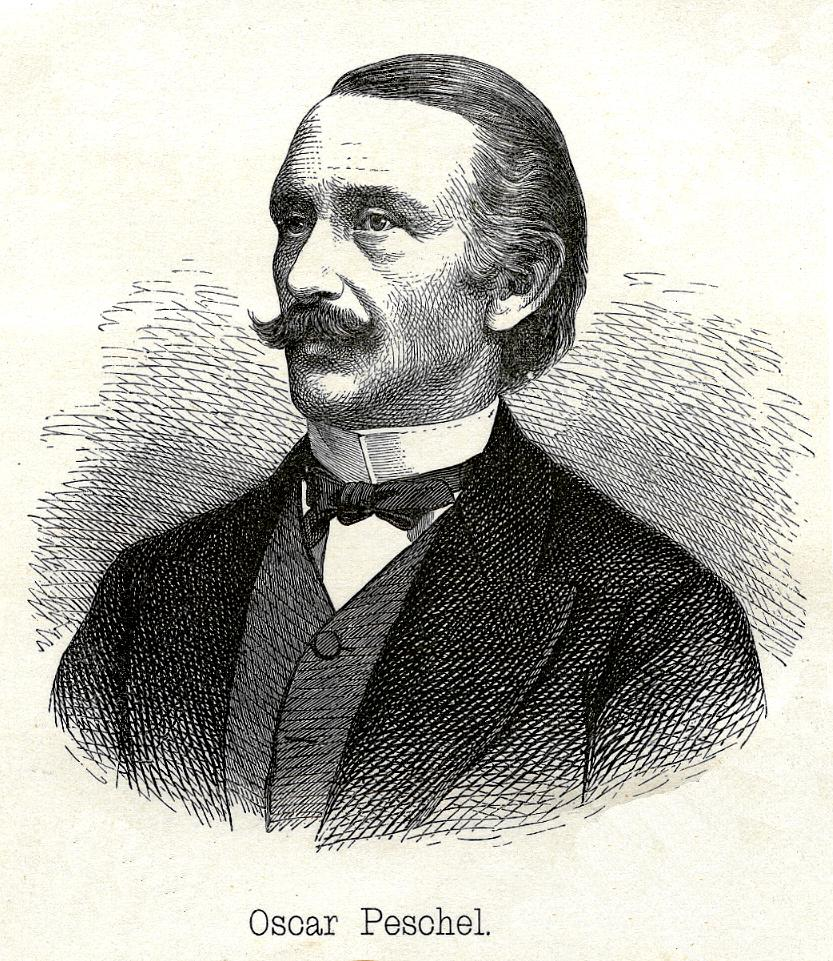
Oskar Peschel, ritratto

Nei suoi studi seppe miscelare bene la parte naturalistica seguendo le orme di Alexander von Humboldt e la parte storica sulla falsariga degli studi di Karl Ritter.
Emblematica di questo approccio è la sua opera più famosa, Neue Probleme der vergleichenden Erdkunde (Nuovi problemi di geografia comparata, 1870), considerata a lungo come la prima opera di geografia scientifica.
Per Peschel, soprattutto, la geografia era lo studio degli ambienti naturali, non prescindendo però dagli inevitabili effetti antropici già ai suoi tempi a carattere cosmopolita.
Insegnò all'Università di Lipsia nel periodo 1871-1875 e diresse per vari anni il settimanale etnografico Das Ausland.

## Opere
- Geschichte des Zeitalters der Entdeckungen, 2 volumi, 1858
- Storia della geografia, 1865
- Geschichte der Erdkunde bis auf A. v. Humboldt und K. Ritter, 2 volumi, 1865
- Neuen Probleme der vergleichende Erdkunde als Versuch einer Morphologie der Erdoberfläche - Nuovi problemi di geografia comparata, 1870
- Völkerkunde - Etnologia, del 1874